# Pedro Bernardo
Pedro Bernardo é um município da Espanha na província de Ávila, comunidade autónoma de Castela e Leão, de área 69,10 km², com população de 1 099 habitantes (2007) e densidade populacional de 17,42 hab/km².

## Localização
Localiza-se no sul da província de Ávila.
| Noroeste: San Esteban del Valle          | Norte: Serranillos | Nordeste: Gavilanes             |
| Oeste: San Esteban del Valle, Mombeltrán |                    | Este: Gavilanes                 |
| Sudoeste: Lanzahíta                      | Sul: Buenaventura  | Sudeste: Almendral de la Cañada |

## Demografia
| Variação demográfica do município entre 1991 e 2008 | Variação demográfica do município entre 1991 e 2008 | Variação demográfica do município entre 1991 e 2008 | Variação demográfica do município entre 1991 e 2008 | Variação demográfica do município entre 1991 e 2008 |
| --------------------------------------------------- | --------------------------------------------------- | --------------------------------------------------- | --------------------------------------------------- | --------------------------------------------------- |
| 1991                                                | 1996                                                | 2001                                                | 2004                                                | 2008                                                |
| 1 563                                               | 1 387                                               | 1 229                                               | 1 204                                               | 1 053                                               |